# Az Zawiyah (distrikt)
Az Zawiyah (arabiska: شعبية الزاوية) är ett av Libyens tjugotvå distrikt (shabiyah). Den administrativa huvudorten är Az Zawiyah. Distriktet gränsar mot Medelhavet och distrikten Tarabulus, Al Jfara, Al Jabal al Gharbi och An Nuqat al Khams.